# Turośń Kościelna (gmina)
Pour les articles homonymes, voir Turośń Kościelna.
La gmina de Turośń Kościelna est une commune rurale de la voïvodie de Podlachie et du powiat de Białystok. Elle s'étend sur 140,3 km2 et comptait 5 348 habitants en 2006. Son siège est le village de Turośń Kościelna qui se situe à environ 13 kilomètres au sud-ouest de Białystok.

## Villages
La gmina de Turośń Kościelna comprend les villages et localités de Baciuty, Baciuty-Kolonia, Barszczówka, Bojary, Borowskie Cibory, Borowskie Gziki, Borowskie Michały, Borowskie Olki, Borowskie Skórki, Borowskie Wypychy, Borowskie Żaki, Chodory, Czaczki Małe, Czaczki Wielkie, Dobrowoda, Dołki, Iwanówka, Juraszki, Lubejki, Markowszczyzna, Niecki, Niewodnica Korycka, Niewodnica Kościelna, Pomigacze, Stoczki, Tołcze, Topilec, Topilec-Kolonia, Trypucie, Turośń Dolna, Turośń Kościelna, Zalesiany et Zawady.

## Gminy voisines
La gmina de Turośń Kościelna est voisine des gminy de Choroszcz, Juchnowiec Kościelny, Łapy et Suraż.